# Die Große Entscheidungsshow 2017
La settima edizione del Die Große Entscheidungsshow si è tenuta il 5 febbraio 2017 presso gli studi televisivi di SRF a Zurigo e ha selezionato il rappresentante della Svizzera all'Eurovision Song Contest 2017 di Kiev.
A vincere sono stati i Timebelle con Apollo.

## Partecipanti
| Ordine | Artista       | Titolo              | Punteggio | Posizione |
| ------ | ------------- | ------------------- | --------- | --------- |
| 1      | Nadya         | The Fire in the Sky | 18,02%    | 2         |
| 2      | Ginta Biku    | Cet air là          | 8,31%     | 4         |
| 3      | Michèle       | Two Faces           | 11,44%    | 3         |
| 4      | Freschta      | Gold                | 6,79%     | 6         |
| 5      | Shana Pearson | Exodus              | 7,56%     | 5         |
| 6      | Timebelle     | Apollo              | 47,88%    | 1         |